# La Platja

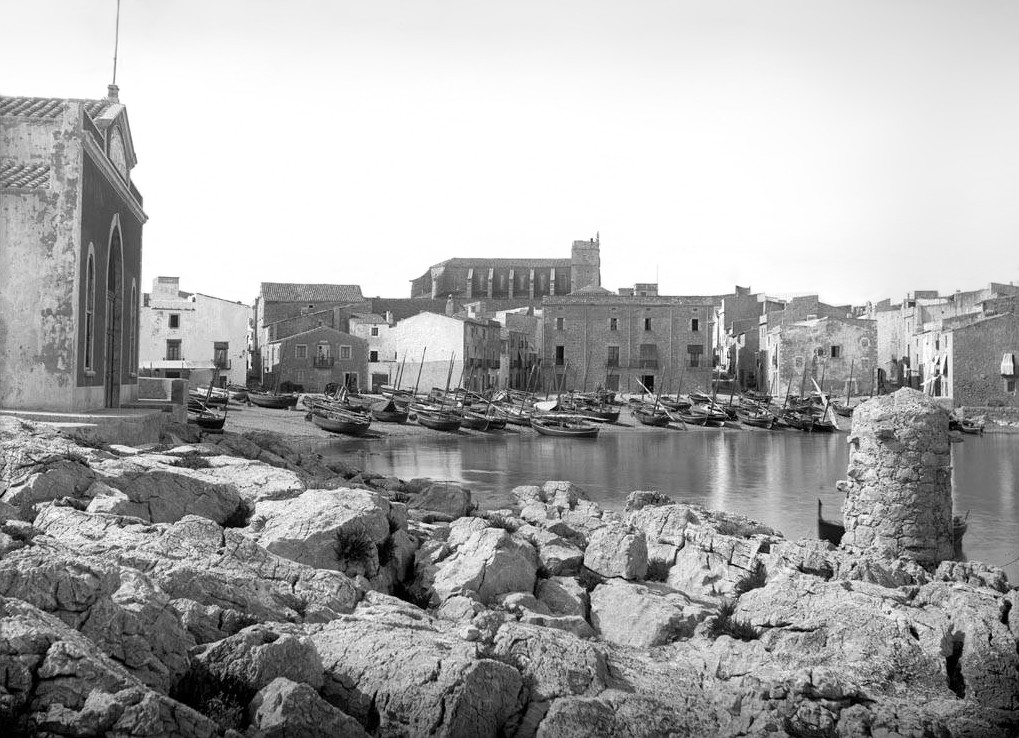
La platja de les Barques a finals del segle XIX

La Platja, també coneguda com la Platja de les Barques, és una platja situada al bell mig del nucli urbà de l'Escala (Alt Empordà). Fins al 1962 s'utilitzava per a amarrar-hi les barques dels pescadors perquè fins llavors no s'havia construït el port de l'Escala. Encara s'hi poden veure alguns dels norais on s'amarraven les barques i els vells pilons d'amarrar del segle XVIII que feien servir les grans embarcacions de cabotatge. Amb una longitud de 103 m i una superfície de 2.420 m² de sorra gruixuda, és molt apreciada pels banyistes locals. S'hi celebren la popular Cantada d'havaneres, el primer dijous d'agost; la Festa de la Sal, el tercer dissabte de setembre; i la fira grecoromana Triumvirat Mediterrani, el primer cap de setmana de maig.